# Christmas Eve (canção de Gwen Stefani)
"Christmas Eve" é uma canção da cantora norte-americana Gwen Stefani, gravada para o seu quarto álbum de estúdio You Make It Feel Like Christmas. O seu lançamento ocorreu a 5 de outubro de 2017, através da editora discográfica Interscope Records, servindo como single promocional de promoção ao disco. Foi composta pela própria intérprete, Justin Tranter e busbee, sendo que o último também esteve a cargo da produção com o auxílio de Eric Valentine.

## Faixas e formatos
| Descarga digital |                 |         |  |
| N.º              | Título          | Duração |  |
| 1.               | "Christmas Eve" | 3:19    |  |

## Desempenho comercial

### Posições nas tabelas musicais
| Tabela musical (2017)                                  | Melhor posição |
| ------------------------------------------------------ | -------------- |
| Estados Unidos - Billboard Holiday Digital Songs       | 20             |
| Estados Unidos - Billboard Holiday Digital Songs Sales | 20             |